# John Campbell Merriam
John Campbell Merriam (Hopkinton, 20 oktober 1869 - Oakland, 30 oktober 1945) was een Amerikaanse paleontoloog, docent en natuurbeschermer. Hij is de eerste paleontoloog van gewervelde dieren aan de westkust van de Verenigde Staten en is vooral bekend om zijn taxonomie van fossielen van gewervelde dieren in de La Brea Tar Pits in Los Angeles, in het bijzonder met het geslacht Smilodon, beter bekend als de sabeltandkat. Hij staat ook bekend om zijn werk om de invloed van de National Park Service te vergroten.

## Biografie
John C. Merriam werd geboren als oudste zoon van postmeester, winkeleigenaar en veteraan uit de Amerikaanse Burgeroorlog, Charles E. Merriam. Zijn middelste naam Campbell was de middelste naam van zijn moeder en de meisjesnaam van zijn grootmoeder van moeders kant.
Zowel zijn vader Charles E. Merriam als zijn oom van vaderskant Henry C. Merriam hadden gediend als officieren bij de 12e Iowa Infantry, Company K. Na gevangenneming in de Slag bij Shiloh werden ze enige tijd naar de Libby-gevangenis gestuurd voordat ze werden teruggebracht naar de slagvelden. Uiteindelijk, toen de twee broers werden ontslagen uit de legerdienst, keerden ze terug naar Iowa, trouwden en stichtten een gezin.
Het lijkt erop dat John Campbell Merriam geen hechte band heeft gehad met zijn broer Charles E. Merriam Jr. (vijf jaar jonger), die als politicoloog en oprichter van de Social Science Research Council naar de University of Chicago ging. Zeker, hun intellectuele trajecten waren heel verschillend: terwijl Charles een materialistische politicoloog was, was John Campbell een paleontoloog wiens wetenschap grensde aan een christelijke mystieke teleologie. Zowel John Campbell Merriam als zijn broer Charles E. Merriam jr. brachten hun latere jaren door in Washington D.C., waar ze het nationale beleid op hun gekozen terreinen beïnvloedden.
Als jongeman begon John paleozoïsche fossielen van ongewervelde dieren te verzamelen in de buurt van zijn huis in Iowa. Hij behaalde een bachelordiploma aan het Lenox College in Hopkinton, de alma mater van zijn vader, en ging vervolgens naar de Universiteit van Californië om geologie en botanie te studeren bij Joseph Le Conte. Later ging hij naar München om te studeren bij de beroemde paleontoloog Karl von Zittel. In 1894 keerde hij terug naar de Verenigde Staten en trad toe tot de faculteit van de University of Californië, waar hij lesgaf en onderzoek deed in de paleontologie van zowel gewervelde als ongewervelde dieren.
In 1901 inspireerde een van zijn lezingen over paleontologie de jonge Annie Montague Alexander, die dat jaar deelnam aan zijn expeditie naar Fossil Lake in Oregon die ze mede financierde. Alexander, die een levenslange carrière als paleontologische weldoenster voortzette, financierde ook zijn daaropvolgende expedities naar Mount Shasta in 1902 en 1903, evenals zijn beroemde sauriërexpeditie uit 1905 naar de West Humboldt Range in Nevada. Tijdens deze expeditie heeft Merriam vijfentwintig exemplaren van Ichthyosauria opgegraven, waarvan vele beschouwd worden als de mooiste die ooit zijn gevonden.
In 1903 werd hij erkend als geassocieerd lid van de Boone and Crockett Club, een natuurbeschermingsorganisatie die in 1887 werd opgericht door Theodore Roosevelt en George Bird Grinnell.
In 1912 werd hij benoemd tot voorzitter van de afdeling paleontologie aan de University of Californië. Datzelfde jaar begon hij zijn beroemde studies van gewervelde dieren in de La Brea Tar Pits. Hij en zijn studenten categoriseerden veel van de fossielen van gewervelde dieren die op de locatie werden gevonden, en nog veel meer werden opgeslagen. Smilodon werd later verkozen tot het officiële staatsfossiel van Californië.
In 1918 was hij medeoprichter van de Save the Redwoods League, die aanzienlijke inspanningen op het gebied van natuurbehoud leverde, nadat Merriam in 1922 door de Redwood-gebieden van Humboldt County had gereisd, de effecten van houtkap bestuderend die hij zag in de Redwood-bossen nabij San Francisco. Een biografie, die zijn inspanningen beschrijft om de natuurgebieden in Californië en in de Verenigde Staten te behouden, werd in 2005 gepubliceerd.
In 1919 diende Merriam als voorzitter van de Geological Society of America.
In 1920 werd hij benoemd tot decaan van de faculteit aan de University of California, Berkeley, die hij datzelfde jaar verliet om president te worden van het Carnegie Institution in Washington D.C. Zijn vertrek zorgde ervoor dat de universiteit de afdeling paleontologie samenvoegde met de afdeling geologie, wat de weldoenster van Merriam, Annie Alexander, woedend maakte, die vervolgens het museum voor paleontologie van de universiteit oprichtte en subsidieerde. Als hoofd van Carnegie Institution leidden de administratieve taken van Merriam tot een vermindering van zijn onderzoek, voor de rest van zijn carrière. Zijn prestaties als president waren onder meer het helpen bevorderen van de educatieve programma's van de National Park Service en het helpen behouden van de Californische sequoia's. Zijn gepubliceerde artikelen zijn verzameld in een vierdelige reeks die in 1938 werd gepubliceerd door het Carnegie Institution.
Merriam was een van de oprichters van het Galton Institute en een voorzichtige politieke voorstander van eugenetica.
Zijn neef Frank Merriam, het oudste kind van de burgeroorlogveteraan Henry C. Merriam, diende tussen 1934 en 1939 als de 28e gouverneur van Californië.

## Overlijden
John Campbell Merriam overleed in oktober 1945 op 76-jarige leeftijd.